# Sergestes rubroguttatus
Sergestes rubroguttatus är en kräftdjursart som beskrevs av James Wood-Mason 1891. Sergestes rubroguttatus ingår i släktet Sergestes och familjen Sergestidae. Inga underarter finns listade i Catalogue of Life.